# Furskogstjärnet
Furskogstjärnet är en sjö i Årjängs kommun i Värmland och ingår i Göta älvs huvudavrinningsområde. Sjön är 15 meter djup, har en yta på 0,306 kvadratkilometer och är belägen 137,9 meter över havet. Sjön avvattnas av vattendraget Kyrkerudsbäcken.

## Delavrinningsområde
Furskogstjärnet ingår i det delavrinningsområde (659194-128790) som SMHI kallar för Mynnar i Västra Silen. Medelhöjden är 192 meter över havet och ytan är 15,56 kvadratkilometer. Det finns inga avrinningsområden uppströms utan avrinningsområdet är högsta punkten. Kyrkerudsbäcken som avvattnar avrinningsområdet har biflödesordning 4, vilket innebär att vattnet flödar genom totalt 4 vattendrag innan det når havet efter 243 kilometer. Avrinningsområdet består mestadels av skog (87 procent). Avrinningsområdet har 0,39 kvadratkilometer vattenytor vilket ger det en sjöprocent på 2,5 procent.